# آلبرت-فلیکس-توفیلی توماس
آلبرت-فلیکس-توفیلی توماس (انگلیسی: Albert-Félix-Théophile Thomas; ۱۱ اوت ۱۸۴۷ – ۲۹ ژانویهٔ ۱۹۰۷) معمار اهل فرانسه بود.
وی همچنین برندهٔ جوایزی همچون لژیون دونور (شوالیه) و جایزه بزرگ رم شده‌است.